# Celtis adolfi-friderici
Celtis adolfi-friderici ist ein Baum in der Familie der Hanfgewächse. Er kommt im zentralen und westlichen Afrika und im südlichen Sudan vor.

## Beschreibung
Celtis adolfi-friderici wächst als halbimmergrüner Baum bis zu 35(50) Meter oder mehr hoch. Der Stammdurchmesser erreicht etwa 1 Meter oder mehr. Es werden größere, breite Brettwurzeln ausgebildet. Die Borke ist relativ glatt und gräulich.
Die einfachen, kurz gestielten und ledrigen Laubblätter sind wechselständig. Der kurze rinnige Blattstiel ist bis 2 Zentimeter lang. Die Blätter sind ganzrandig, fast kahl und verkehrt-eiförmig bis elliptisch, an der Spitze sind sie bespitzt bis zugespitzt. Die Blätter sind 8–16 Zentimeter lang und 5,5–9 Zentimeter breit. Die kleinen Nebenblätter sind abfallend. Die Nervatur ist dreizählig und die Blätter mit öfters ungleicher Spreite sind unterseits etwas rau.
Celtis adolfi-friderici ist polygam-monözisch, die Pflanzen sind (funktionell) monözisch mit zwittrigen Blüten.
Es werden achselständige und vielblütige, kleine, kurz behaarte Rispen gebildet. Die meist fünfzähligen, sehr kleinen und sitzenden Blüten mit einfacher Blütenhülle sind weiß-grünlich. Die Blüten sind zwittrig oder funktionell eingeschlechtlich. Die behaarten, fast freien Tepalen sind nur 1–1,5 Millimeter lang. Es sind freie Staubblätter und ein oberständiger, behaarter Fruchtknoten mit einem kurzen Griffel mit zwei zweispaltigen, größeren Narbenästen vorhanden. Die männlichen Blüten besitzen einen Pistillode, die weiblichen Staminodien. Die weiblichen und zwittrigen Blüten sind oben an den oberen Blütenständen. Die männlichen Blüten stehen dicht gepackt zusammen.
Die rundlichen bis eiförmigen, zur Reife gelb-rötlichen und kahlen, einsamigen Steinfrüchte mit Griffel-, Narbenresten an der Spitze sind bis etwa 2 Zentimeter groß. Der rundliche bis ellipsoide Steinkern ist bräunlich und texturiert.

## Verwendung
Die Samen sollen essbar sein. Blätter und Rinde werden medizinisch verwendet.
Das mittelschwere, helle Holz ist nicht beständig aber gut behandelbar. Es ist bekannt als Diania oder African celtis.